# Magenta (Itálie)
Magenta je město v severní Itálii v oblasti Lombardie a provincii Milano.

## Historie
V historii města stojí za povšimnutí především bitva u Magenty z roku 1859, podle které byla pojmenována barva magenta. Město je také rodištěm filmového producenta Carla Pontiho a sv. Gianny Berretty Molly.

## Vývoj počtu obyvatel
Počet obyvatel